# Neivamyrmex puerulus
Neivamyrmex puerulus é uma espécie de formiga do gênero Neivamyrmex.